# 1953年のメジャーリーグベースボール
以下は、メジャーリーグベースボール（MLB）における1953年のできごとを記す。
1953年4月13日に開幕し10月5日に全日程を終え、ナショナルリーグはブルックリン・ドジャースが2年連続10度目のリーグ優勝で、アメリカンリーグはニューヨーク・ヤンキースが5年連続20度目のリーグ優勝であった。
ワールドシリーズはニューヨーク・ヤンキースがブルックリン・ドジャースを4勝2敗で破り、シリーズ5連覇となった。これはメジャーリーグ史上最高の連覇記録となった。
この年からボストン・ブレーブスが本拠地移転でミルウォキー・ブレーブスとなった。
1952年のメジャーリーグベースボール - 1953年のメジャーリーグベースボール - 1954年のメジャーリーグベースボール

## できごと
ナショナルリーグはブルックリン・ドジャースが、105勝を挙げて、2位ミルウォーキー・ブレーブスに13ゲーム差をつける独走でリーグ連覇であった。デューク・スナイダー(打率.336・打点126・本塁打42本）とロイ・キャンパネラ(打率.312・打点142・本塁打41本）の本塁打40本コンビと、これにギル・ホッジス(打率.302・打点122・本塁打31本）を加えた120打点トリオ、これにジャッキー・ロビンソン(打率.329・打点95・本塁打12本）とカール・フリロ(打率.344・打点92・本塁打21本）を加えて3割打者が5人となり、カール・フリロが首位打者、ロイ・キャンパネラが打点王とリーグMVPとなり、そしてピー・ウィー・リース(打率.271・打点61・本塁打13本)がいてチーム打率.285の強力打線であった。ミルウォーキー・ブレーブスのエディ・マシューズがメジャーデビュー2年目にして本塁打王(44本）を獲得した。
一方アメリカンリーグはニューヨーク・ヤンキースが、5月にチームが18連勝して勢いをつけ、この年に休戦協定が締結されて朝鮮戦争に参加していた選手がチームに復帰して、ホワイティ・フォード投手も戻ってきて18勝を挙げ、インディアンスに8.5ゲーム差での新記録のリーグ5連覇であった。投手陣が10勝以上の投手を5人揃え、打撃陣ではハンク・バウアーの打率.304がチーム最高打率で、ミッキー・マントルは打率.295・打点92・本塁打21本で振るわず、ドジャースに比べると非力な打線であった。インディアンスのアル・ローゼンが打率.336・打点145・本塁打43本で本塁打王と打点王を獲得し、首位打者はミッキー・バーノンが打率.337で獲得し、わずか1厘差でローゼンは三冠王を逃したが、この年のリーグMVPに選ばれた。
そしてワールドシリーズは事前の予想ではドジャースの優勢が伝えられたが結局ヤンキースに敗退し、1941年、1947年、1949年、1952年、1953年と5回のニューヨーク地下鉄対決はことごとくヤンキースが優勝した。ビリー・マーチンが24打数12安打で打率.500・打点8・本塁打2本を打って大活躍した。

### ステンゲル監督の采配
ニューヨーク・ヤンキースの黄金時代は、1920年代のベーブ・ルースとルー・ゲーリッグのミラー・ハギンス監督時代、1936年からのゲーリッグとディマジオで4連覇したジョー・マッカーシー監督時代、そして1949年からの5連覇とその後のリーグ4連覇のケーシー・ステンゲル監督時代、1961年から1964年までのミッキー・マントルとロジャー・マリスのラウル・ホーク監督時代、1998年から2000年まで3連覇したジョー・トーリ監督時代がある。このうち、史上最強と謳われるのは1927年と1939年で、これに1961年と1998年が続くとされている。では最長記録となった1949年から1953年までの5連覇の時代はどうだったか。
この5連覇の時代には打撃三冠部門のタイトルホルダーはゼロで、この間は首位打者も本塁打王も打点王もヤンキースの打者からは出なかった。投手三冠部門でも1951年ラスキ(奪三振164)、1952年レイノルズ(最優秀防御率2.06・奪三振164)、1953年ロパット(最優秀防御率 2.42)だけであった。リーグMVPも5年間で自軍で選ばれたのは1950年のフィル・リズート遊撃手と1951年のヨギ・ベラ捕手だけである。
投手陣がアーリー・レイノルズ、エド・ロパット、ヴィック・ラスキの先発三本柱がいて、トミー・バーン、そしてホワイティ・フォード。内野陣がジョニー・マイズ、ジェリー・コールマン、ボビー・ブラウン、ギル・マクドガルド、フィル・リズート、ジョー・コリンズ、ビリー・マーチン。外野陣がジョー・ディマジオ、ハンク・バウアー、ジーン・ウッドリング、ミッキー・マントル。このメンバーを見ても主砲ディマジオが衰えてマントルがまだ成長途上で彼が三冠王になったのは1956年であり、ビリー・マーチンも後半になってからである。投手ではバーンは前期(49～50年)に計30勝を挙げた後に放出され、後に大投手となったフォードは新人で9勝の後に朝鮮戦争に参加し戻ったのが53年で本格化したのはその後である。後に殿堂入りした選手はヤンキースに移籍する前に実績のあったマイズを除けばリズート、ベラ、マントル、そしてフォードのみで、ライバル球団のドジャースと比べると小粒であった。しかしそれでもリーグもワールドシリーズも5連覇した。これはケーシー・ステンゲル監督の用兵の冴えと選手の人心掌握の巧みさがうまく結実した結果であった。
やがてロジャー・マリスが移って来てミッキー・マントルとMM砲と呼ばれて、ベーブ・ルースのシーズン本塁打60本に挑戦する時代になった。5連覇(シリーズ5勝）以降は1954年にクリーブランド・インディアンス優勝の後に翌1955年からリーグ4連覇(シリーズ2勝）し、1959年にシカゴ・ホワイトソックスにペナントを奪わたが翌1960年からリーグ5連覇(シリーズ2勝）をして、1949年から1964年まで16年間で14度リーグ優勝し、シリーズ制覇は9回を数える。しかしヤンキースはドジャースや他の球団に比べて黒人選手の起用が遅れ、この黄金時代に常勝ヤンキースと謳われていた時期に次の世代を見通したスカウトが不十分であったことが、やがてミッキー・マントルの衰えとともに球団の衰退を招き、深刻な低迷期に入ることになった。

#### 5連覇時代に活躍した選手
- フィル・リズート(リズトー)遊撃手
  - 5連覇の最大の功労者。スクーターの異名を取った華麗な遊撃守備。バントの名人でもありチームを牽引するリーダーでもあった。1950年リーグMVP。引退後は専属キャスターとして人気を集めた。(1994年殿堂入り）
- ヨギ・ベラ捕手
  - リズートと並ぶ5連覇の功労者。ビル・ディッキーの後継者として守備の要であるとともにこの時期は打線の主軸であり、マントルの時代でも中心打者であった。後にヤンキース監督となり1964年に優勝。1951年リーグMVP。(1972年殿堂入り）
- アーリー・レイノルズ投手
  - 5連覇に貢献した先発三本柱の1人。1951年にノーヒットノーランを2度達成。1947～1954年までヤンキースに8年間在籍して通算131勝41セーブ。シリーズで7勝。1952年最優秀防御率・最多奪三振。
- エド・ロパット投手
  - 5連覇に貢献した先発三本柱の1人。スピードを殺した配球で頭脳的な投球をする技巧派左腕。1948～1955年までヤンキースに8年間在籍して通算113勝2セーブ。シリーズで4勝。1953年最優秀防御率。
- ヴィック・ラスキ(ビック・ラッシー)投手
  - 5連覇に貢献した先発三本柱の1人。快速球で攻めて3年連続20勝以上を挙げた。1946～1953年までヤンキースに8年間在籍して通算120勝3セーブ。シリーズで5勝。1951年最多奪三振。
- ハンク・バウアー外野手
  - 右の中距離打者。1948～1959年在籍して7度のワールドシリーズ制覇に貢献。1958年にシリーズ17試合連続安打を樹立し本塁打4本を打った。後にオリオールズ監督となり1966年に優勝。
- ギル・マクドガルド二塁手
  - マントルと同じ年にデビュー。その年に打率.304で新人王。二塁・三塁・遊撃をこなす万能内野手として1960年までの10年間に8度のリーグ優勝と5度のシリーズ制覇に貢献。1960年限りにヤンキース一筋で引退。

### 史上最長のホームラン
この年の4月17日、ワシントンのグリフィススタジアムで行われたセネタース対ヤンキースの試合で5回表ヤンキースの攻撃で二死からヨギ・ベラが四球で出塁し、ミッキー・マントルが右打席に立った。セネタースの投手は左腕チャック・スタッブスで、1球目ボールの後の2球目の速球をマントルが叩くと打球はグングン伸びて左中間のフェンスを超え、スタンドの後方のフェンスを超え、そのフェンスの上に取り付けてあったフットボールの最上部より上の部分に当たって見えなくなった。かつてない超特大ホームランに、当時ヤンキースの広報担当だったレッド・パターソン(後のドジャース副会長そしてエンゼルス会長となった)がすぐに巻き尺(テープ)を持って左中間場外の所へ行くと、遊んでいる少年がボールを持っていたので、落下地点を聞いて巻き尺で測り、球場見取り図と併せて調べた結果、565フィート(172メートル)であった。巻き尺で計測して正確に特大本塁打の距離を測った例は他になく、いまだにこれを超える本塁打は出ていない。以後巻き尺で測るくらいの大ホームランを「テープ・メジャー・ショット」と呼ぶようになった。
ミッキー・マントルには、これ以外にも1956年にヤンキースタジムのライト3階席の屋根の場外まであと1～2フィートの所にぶち当たり、これが追い風であれば場外に出たであろうと言われている。また1960年にタイガースタジアムでの対タイガース戦で640フィート(195メートル)あったととされて、これがギネスブックに「史上最長本塁打」として掲載されている。

### 監督交代
ワールドシリーズ制覇はならなかったが、ブルックリン・ドジャースのチャック・ドレッセン監督にとっては3年間で2度のリーグ優勝で298勝166敗、勝率.642の成績を挙げて、1901年以降のドジャース歴代監督にはネッド・ハンロン、ウィルバート・ロビンソン、ケーシー・ステンゲル、レオ・ドローチャーなどがいたがドレッセンの実績は最高であった。シーズン終了後、チャック・ドレッセンは強気に構えて、それまで1年ごとの単年契約しか認めなかったドジャースに複数年の年俸アップを要求した。ところがオーナーのウォルター・オマリーの回答は解任であった。1884年のチーム創設以降このブルックリン球団の監督になったのはドレッセンで22人目(再任が2人いたので正確には24代目)であった。75年間での平均在任期間は3年でウィルバート・ロビンソンの18年、レオ・ドローチャーの8年、ネッド・ハンロンの7年を除けば常にブルックリンの監督は短命であった。
そしてオーナーのウォルター・オマリーは、この時に後任監督に指名したのがウォルター・オルストンでメジャーリーグでの選手成績は1打席1三振の無名であった。オルストンはその後も単年契約のドジャースの方針を尊重して長期契約を望まず毎年契約を更新し、実に23年間ドジャースの監督であった。これはコニー・マック(アスレチックス)の50年、ジョン・マグロー(ジャイアンツ)の30年に続く史上3番目の長期政権となった。その間に1966年までの13年間にリーグ優勝6回・シリーズ制覇4回の成績を挙げた。オルストンは「監督とは辞任するものでなく、クビになるものだ」という言葉を残している。
そしてそのオルストンの後任として1977年にドジャース監督になったのがトミー・ラソーダでラソーダは1996年まで20年間ドジャース監督を務め、その監督としての最後の時にドジャースに入団したのが野茂英雄である。

### 本拠地移転
1953年は、1903年以来変わらなかった16球団のフランチャイズが大きく地殻変動を起こす最初の年となった。
セントルイス・ブラウンズは、同じ都市にカージナルスがあって観客動員では常に下位に置かれ、1941年にカージナルスが年間60万人を超す観客を集めても、ブラウンズは最高で24万人が精一杯で、8～9万人という年間の数字も珍しくなかった。1941年にロサンゼルスへの移転の試みがアメリカの参戦によって頓挫した後に、前年1952年の暮れにオーナーのビル・ベックがミルウォーキーへの移転を明らかにした。しかしミルウォーキーにAAA級のアメリカンアソシェーションの球団を持つボストン・ブレーブスのオーナーであるルー・ペリーニに拒否されて、一転してボルチモアへの移転を表明して3月のアメリカンリーグのオーナー会議に諮った。しかし3月16日に開かれた会議で、ウィル・ハリッジ会長はシーズン開始直前であることを理由に反対し、その結果5対2で賛成が多かったのだが可決に必要な四分の三票(つまり6球団の賛成が必要）に達しなかったので承認を得ることはできなかった。ところがその2日後にアメリカンリーグの会長やオーナーはナショナルリーグの発表に唖然となった。

#### ブレーブスの移転
3月18日に開かれたナショナルリーグのオーナー会議で、ボストン・ブレーブスが本拠地をミルウォーキーに移すことを決定したと突如発表した。ルー・ペリーニもビル・ベックと同じく前年に28万人に落ち込んだ観客動員数の低迷に悩まされて同じ都市に球団が2つあることの不利益を感じていた。ボストンでは後発のレッドソックスが人気が高く、歴史は古いがブレーブスは後塵を拝していた。そして移転に際しても移転先の球場を建設する資金力も無かったが、元々ミルウォーキー市にブレーブスのマイナー球団を置いていたことで市が500万ドルで球場も駐車場も建設しメジャー球団の誘致に動いたことから、ミルウォーキー市の施設のすべてに依存して球団がそこに乗り込む形でブレーブスの移転を決断した。ペリーニは「野球と自治体との提携」という言葉を使った。そしてミルウォーキーにあったAAA級のアメリカンアソシェーションの球団をトレドに移転させて、5万ドルの損害賠償を約束した。この移転は大成功で最初の13試合に30万2,667人を集め、この時点で前年の総動員数を上回り、最終的には182万6,397人の年間動員数に達し、これはリーグの最高記録であった。そしてルー・ペリーニは前年の45万9,099ドルの赤字からこの年は63万7,798ドルの黒字に転換することに成功した。このブレーブスの本拠地移転の成功から、翌年から加速がついた。

#### ブラウンズの移転
一方、承認を受けられなかったセントルイス・ブラウンズのビル・ベックは、この年もグラウンドの内外で不振であった。夏にホームグラウンドのスポーツマンパークをカージナルスに80万ドルで売り、以降は年間17万5,000ドルでの賃貸料を支払うことを約するとともに、抜け目なくセントルイスを離れる場合はカージナルスから30万ドルの立ち退き料を受け取るという念書を取り交わした。その後にロサンゼルスやサンフランシスコへの移転を画策したが、両都市にフランチャイズを持つAAA級パシフィックコーストリーグの強い反対で動けず、9月に再度ボルチモアへの移転の申請をリーグに提出して、9月27日のオーナー会議が注目されたが投票結果は3対4で否決された。これは一部のオーナーがベックを敵視した結果とされて、万事休したベックはその2日後の9月29日にボルチモアの財界人グループに247万5,000ドルでチームを売却した。ブラウンズはこれが最後の年になると多くのファンが見ていたので年間観客動員数29万7,238人を記録したが結局70万6,998ドルの赤字であった。しかしベックが球団経営から手を引いたので、アメリカンリーグのオーナーは態度を軟化し、球団のフランチャイズ移転を認めた。この球団の新しい経営陣はすぐにボルチモアを本拠地とするAAA級インターナショナルリーグの球団のフランチャイズ権を35万ドルで買い上げて、かつインターナショナルリーグに4万8,749ドルを支払った。
1901年のアメリカンリーグ創設の時に初代会長バン・ジョンソンがジョン・マグローを引き入れて発足したボルチモア・オリオールズをジョンソンが強引にニューヨークへの移転を行い(これでマグローと決別した）、1902年限りでメジャーリーグの本拠地を失って以来、ここにボルチモアは52年ぶりにメジャーリーグの本拠地となった。この1901～1902年のボルチモア・オリオールズがニューヨークに移転後にニューヨーク・ハイランダースと改称し、やがて1913年にニューヨーク・ヤンキースとなった。
そしてこの1953年にセントルイス・ブラウンズに入り、翌年はボルチモア・オリオールズでプレーした投手がその次の年にヤンキースに入団した。2年間でわずか10勝しかしておらず、オリオールズの2年目は3勝21敗で最多敗北投手であった。しかしこの投手をステンゲル監督はトレードで取った。後にメジャー通算で14年在籍して81勝91敗で10勝以上挙げたシーズンはわずか2回だけであったが、しかしやがてこの投手は「メジャーリーグ史上最もエキサイティングな出来事」の主人公として、メジャーリーグの歴史に残ることになった。この投手がドン・ラーセンである。彼がこの歴史的な場面を演出するのは3年後の1956年10月8日である。

### 第三リーグ創設の提案
前年に2リーグ16チームのメジャーリーグが全国組織でありながら東部に本拠地が偏っている現状で西部や南部に本拠地を置く球団の必要性に言及したアメリカ議会のセラ報告書が提出されたが、これに対してフォード・フリックコミッショナーは議会の報告書に対応して各フランチャイズを全国に拡散させるために第三のリーグを創設することを提案した。このコミッショナーの提案はオーナーの大部分によって無視されたが、ブレーブスのオーナーのペリーニはこれに賛同して、東部・中部・西部の3リーグ制を取ることを主張した。しかしこれらの提案は結局受け入れられることは無かった。それでもブレーブスの移転から始まった本拠地移転の動きが加速し、マイナー球団を持つ各都市も球団誘致に動き始めて、それらが第三リーグの創設を求める動きとなり、そしてその対抗策としてリーグを10球団制に増やす動きが出てきた。
この時期からドジャースのオマリーは西部への移転を考え始めていた。ドジャースは戦後にナショナルリーグの強豪チームになり、ジャイアンツと毎年優勝争いを繰り広げ、ワールドシリーズではヤンキースと鎬を削るチームでありながら、観客動員数が伸び悩み、1947年には180万7,526人を記録したが、1950年以降は130万人を超えることなく、本拠地エベッツ・フィールド
は老朽化して市に新球場の建設を要望していた。しかし球場については思うようには進んでいかなかった。

### トゥールソン訴訟
この年のシーズン終了後にニューヨーク・ヤンキース傘下のマイナーリーグのニューアーク・ベアーズに所属するジョージ・トゥールソンはヤンキースから移籍を伝えられて、それを拒み、訴訟を起こした。フェデラルリーグ訴訟から30年が過ぎていた。保留条項の制度の下での経営者の命令は独占禁止法に違反するという訴えであった。しかし下級裁判所は82万5,000ドルを請求するジョージ・トゥールソンの異議申し立てを1922年の判例に基づいて却下した。そして連邦最高裁に持ち込まれて9人の裁判官のうち大半は1922年の判例を支持したが2名の裁判官はこの判例が実体的に法的根拠を失っているとする意見を出したので、判決の中に「シャーマン反トラスト法(独占禁止法)制定当時はプロ野球をその適用範囲に含めていなかった」としつつ「現在、野球に独占禁止法を適用するとするならば、それは立法府が行うべきである」と付け加えた。
フォード・フリックコミッショナーは「これで現状のままと考えるならば、それは間違いである。今後は野球を近代化することこそ我々の責務である」と語った。この保留条項の問題は独占禁止法の問題と合わせて、1957～1958年に議会で再び動きがあり、その後1972年にカージナルスのカート・フラッドが訴訟を起こして裁判に持ち込まれたが、ここでも敗訴となった。しかし事態は1970年代に大きく動くことになった。

### 記録
- この年4月18日にデビューしたばかりのセントルイス・ブラウンズのボボ・ホロマン投手が、5月6日にフィラデルフィア・アスレチックスを相手にノーヒットノーランを達成した。しかしボボ・ホロマン投手はその後7月19日を最後にマイナーリーグに落ち、彼が再びメジャーリーグに戻ってくることはなかった。

## 最終成績

### レギュラーシーズン
| 順 | チーム                           | 勝利 | 敗戦 | 勝率 | G差  |
| -- | -------------------------------- | ---- | ---- | ---- | ---- |
| 1  | ニューヨーク・ヤンキース         | 99   | 52   | .656 | --   |
| 2  | クリーブランド・インディアンス   | 92   | 62   | .597 | 8.5  |
| 3  | シカゴ・ホワイトソックス         | 89   | 65   | .578 | 11.5 |
| 4  | ボストン・レッドソックス         | 84   | 69   | .549 | 16.0 |
| 5  | ワシントン・セネタース           | 76   | 76   | .500 | 23.5 |
| 6  | デトロイト・タイガース           | 60   | 94   | .390 | 40.5 |
| 7  | フィラデルフィア・アスレチックス | 59   | 95   | .383 | 41.5 |
| 8  | セントルイス・ブラウンズ         | 54   | 100  | .351 | 46.5 |

| 順 | チーム                       | 勝利 | 敗戦 | 勝率 | G差  |
| -- | ---------------------------- | ---- | ---- | ---- | ---- |
| 1  | ブルックリン・ドジャース     | 105  | 49   | .682 | --   |
| 2  | ミルウォーキー・ブレーブス   | 92   | 62   | .597 | 13.0 |
| 3  | フィラデルフィア・フィリーズ | 83   | 71   | .539 | 22.0 |
| 4  | セントルイス・カージナルス   | 83   | 71   | .539 | 22.0 |
| 5  | ニューヨーク・ジャイアンツ   | 70   | 84   | .455 | 35.0 |
| 6  | シンシナティ・レッズ         | 68   | 86   | .442 | 37.0 |
| 7  | シカゴ・カブス               | 65   | 89   | .422 | 40.0 |
| 8  | ピッツバーグ・パイレーツ     | 50   | 104  | .325 | 55.0 |

### オールスターゲーム
- アメリカンリーグ 1 - 5 ナショナルリーグ

### ワールドシリーズ
- ヤンキース 4 - 2 ドジャース

| 9/30 – | ドジャース | 5  | - | 9 |  | ヤンキース |
| 10/1 – | ドジャース | 2  | - | 4 |  | ヤンキース |
| 10/2 – | ヤンキース | 2  | - | 3 |  | ドジャース |
| 10/3 – | ヤンキース | 3  | - | 7 |  | ドジャース |
| 10/4 – | ヤンキース | 11 | - | 7 |  | ドジャース |
| 10/5 – | ドジャース | 3  | - | 4 |  | ヤンキース |

## 個人タイトル

### アメリカンリーグ
| 項目   | 選手                     | 記録 |
| ------ | ------------------------ | ---- |
| 打率   | ミッキー・バーノン (WS1) | .337 |
| 本塁打 | アル・ローゼン (CLE)     | 43   |
| 打点   | アル・ローゼン (CLE)     | 145  |
| 得点   | アル・ローゼン (CLE)     | 115  |
| 安打   | ハービー・キーン (DET)   | 209  |
| 盗塁   | ミニー・ミノーソ (CWS)   | 25   |

| 項目   | 選手                           | 記録 |
| ------ | ------------------------------ | ---- |
| 勝利   | ボブ・ポーターフィールド (WS1) | 22   |
| 敗戦   | ハリー・バード (PHA)           | 20   |
| 防御率 | エド・ロパット (NYY)           | 2.42 |
| 奪三振 | ビリー・ピアース (CWS)         | 186  |
| 投球回 | ボブ・レモン (CLE)             | 286⅔ |
| セーブ | エリス・カインダー (BOS)       | 27   |

### ナショナルリーグ
| 項目   | 選手                         | 記録 |
| ------ | ---------------------------- | ---- |
| 打率   | カール・フリロ (BRO)         | .344 |
| 本塁打 | エディ・マシューズ (ML1)     | 47   |
| 打点   | ロイ・キャンパネラ (BRO)     | 142  |
| 得点   | デューク・スナイダー (BRO)   | 132  |
| 安打   | リッチー・アシュバーン (PHI) | 205  |
| 盗塁   | ビル・ブルトン (ML1)         | 26   |

| 項目   | 選手                         | 記録 |
| ------ | ---------------------------- | ---- |
| 勝利   | ロビン・ロバーツ (PHI)       | 23   |
| 勝利   | ウォーレン・スパーン (ML1)   | 23   |
| 敗戦   | マーリー・ディックソン (PIT) | 19   |
| 敗戦   | ウォーレン・ハッカー (CHC)   | 19   |
| 防御率 | ウォーレン・スパーン (ML1)   | 2.10 |
| 奪三振 | ロビン・ロバーツ (PHI)       | 198  |
| 投球回 | ロビン・ロバーツ (PHI)       | 346⅔ |
| セーブ | アル・ブラジル (STL)         | 18   |

## 表彰

### 全米野球記者協会（BBWAA）表彰
シーズンMVP
- アメリカンリーグ ： アル・ローゼン （CLE）
- ナショナルリーグ ： ロイ・キャンパネラ （BRO）

最優秀新人賞
- アメリカンリーグ ： ハービー・キーン （DET）
- ナショナルリーグ ： ジム・ギリアム （BRO）

### その他表彰
ベーブ・ルース賞
- ビリー・マーチン (NYY)

### アメリカ野球殿堂入り表彰者
BBWAA投票
- ディジー・ディーン
- アル・シモンズ

ベテランズ委員会選出
- エド・バロー (発展貢献者)
- チーフ・ベンダー
- トム・コナリー (審判)
- ビル・クレム (審判)
- ボビー・ウォレス
- ハリー・ライト (監督・発展貢献者)